# Isla de Jueyes
Isla de Jueyes es el nombre que en conjunto reciben un grupo de tres pequeñas islas deshabitadas de la costa sur de Puerto Rico. Junto con las islas de Caja de Muertos, Gatas, Morrillito, Ratones, Cardona, y la Isla del Frío, Isla de jueyes es una de las siete islas adscritas al municipio de Ponce. posee una superficie de 2,89 cuerdas, lo que la convierte también en la más pequeña de estas siete islas.
Las islas,  a veces consideradas cayos o islotes, debido a su tamaño, se encuentran 0,2 kilómetros al sur de la isla de Puerto Rico y están más cerca del Barrio Vayas bajo la tutela del municipio de Ponce de Puerto Rico.
Las islas varían de tamaño de 40x40m, la más pequeña, a 60x80m, la más grande, y se encuentran a 200 metros de la costa de la isla de Puerto Rico. El clima es seco y la isla posee un bosque seco. Se compone principalmente de arbustos.Aunque no es oficialmente una reserva natural, la isla es administrada por el Departamento de Puerto Rico de Recursos Naturales y Ambientales. 
El más cercano punto poblado en el continente es la Hacienda Villa Esperanza, también conocida como Quinta Esperanza, ubicada en el barrio Vayas. Las islas tienen una superficie de sólo 0,005 kilómetros ² (2.89 cuerdas) (una cuerda es igual a 0,97 acres).